# Orehovec (Novi Marof)
Orehovec falu Horvátországban Varasd megyében. Közigazgatásilag Novi Marofhoz tartozik.

## Fekvése
Varasdtól 14 km-re délre, községközpontjától 4 km-re északkeletre a Bednja bal partján fekszik.

## Története
A magyarlakai plébániához tartozott, de 1789-ben az újonnan alapított remetineci plébániához csatolták. A gyermekek az 1859-ben alapított remetineci iskolába járnak. A falunak 1854-ben 230, 1910-ben 375 lakosa volt. A trianoni békeszerződésig Varasd vármegye Novi Marofi  járásához tartozott. 2001-ben 85 háza és 296 lakosa volt.